# KBSニュースライン
KBSニュースライン（ケー・ビー・エス・ニュースライン、韓国語：KBS 뉴스라인）は、韓国放送公社（KBS）の第1テレビ放送・第1ラジオ放送で放送されていた報道番組である。

## 概要
1994年10月10日に第1回放送を開始。
深夜帯の総合ニュースで、政治・経済・社会・文化の分野の主要なニュースを深く伝える。
2018年11月29日に放送を終了した。

## 放送時間
- 緊急ニュースや特集ニュースが編成される場合、特別編成で放送される。状況に応じて、放送時間も変更される場合もある。

（表記はすべて、KSTである。）
| 期間       | 期間       | 放送時間（KST）                    | 放送時間（KST）                    |
| ---------- | ---------- | ---------------------------------- | ---------------------------------- |
| 1994.10.10 | 1995.02.17 | 平日 23:00 - 23:55 （55分）        | 平日 23:00 - 23:55 （55分）        |
| 1995.02.20 | 1995.04.28 | 平日 23:00 - 23:50 （50分）        | 平日 23:00 - 23:50 （50分）        |
| 1995.05.01 | 1996.02.29 | 平日 23:00 - 23:45 （45分）        | 平日 23:00 - 23:45 （45分）        |
| 1996.03.05 | 1998.10.09 | 平日 23:00 - 23:40 （40分）        | 平日 23:00 - 23:40 （40分）        |
| 1998.10.12 | 2000.04.28 | 平日 23:00 - 23:45 （45分）        | 平日 23:00 - 23:45 （45分）        |
| 2000.05.01 | 2000.10.06 | 平日 23:00 - 23:30 （30分）        | 平日 23:00 - 23:30 （30分）        |
| 2000.10.09 | 2001.04.27 | 平日 23:00 - 23:40 （40分）        | 平日 23:00 - 23:40 （40分）        |
| 2001.04.30 | 2005.10.28 | 平日 23:00 - 23:35 （35分）        | 平日 23:00 - 23:35 （35分）        |
| 2005.10.31 | 2010.12.31 | 平日 23:00 - 23:30 （30分）        | 平日 23:00 - 23:30 （30分）        |
| 2011.01.03 | 2013.04.05 | 平日 23:00 - 23:40 （40分）        | 平日 23:00 - 23:40 （40分）        |
| 2013.04.08 | 2013.10.18 | 平日 23:30 - 24:00 （30分）        | 平日 23:30 - 24:00 （30分）        |
| 2013.10.21 | 2014.08.29 | 月曜 - 木曜 23:30 - 24:30 （60分） | 金曜 23:30 - 24:10 （40分）        |
| 2014.09.01 | 2017.09.01 | 平日 23:00 - 23:40 （40分）        | 平日 23:00 - 23:40 （40分）        |
| 2017.09.04 | 2018.02.02 | 平日 22:30 - 23:00 （30分）        | 平日 22:30 - 23:00 （30分）        |
| 2018.02.05 | 2018.04.06 | 平日 22:50 - 23:30 （40分）        | 平日 22:50 - 23:30 （40分）        |
| 2018.04.09 | 2018.09.07 | 平日 23:00 - 23:40 （40分）        | 平日 23:00 - 23:40 （40分）        |
| 2018.09.10 | 2018.11.29 | 月曜 - 木曜 23:00 - 23:30 （30分） | 月曜 - 木曜 23:00 - 23:30 （30分） |

## 番組構成
- ヘッドライン
- グローバルブリーフィング
- イシュー&トーク
- 天気